# Shing02

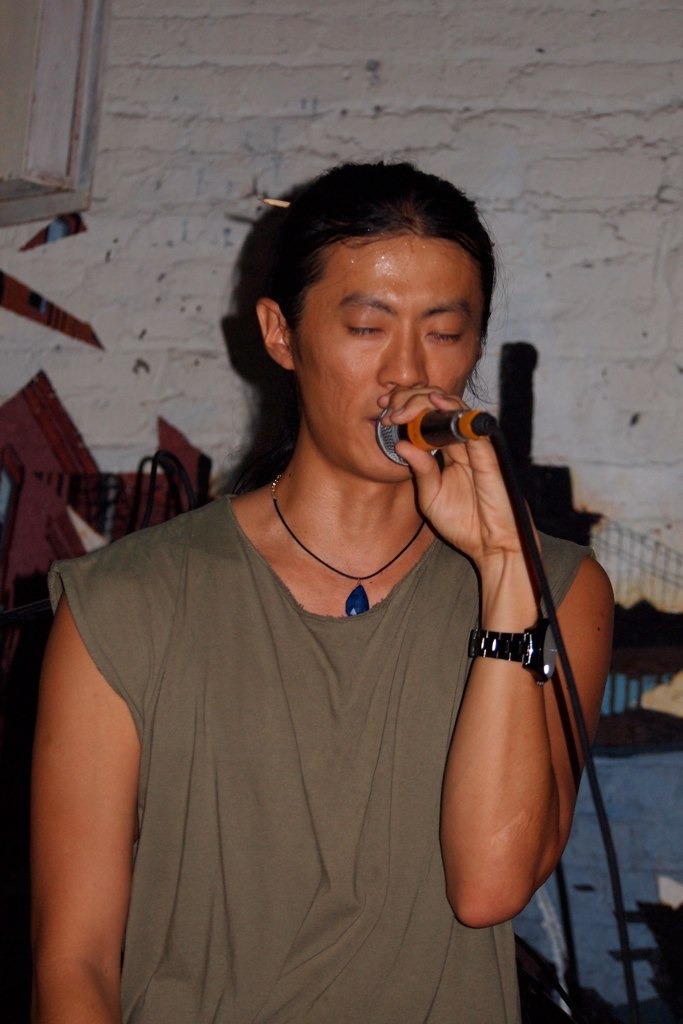
Shing02

Shingo Annen (* 18. Oktober 1975 in Tokyo) ist ein japanisch-US-amerikanischer Rapper. Er ist besser bekannt unter dem Künstlernamen Shing02 oder seltener Vector Omega.

## Leben
Annen verbrachte seine Kindheit in Tansania, Großbritannien und Japan. Im Alter von 15 Jahren zog er mit seiner Familie nach Oakland in Kalifornien und besuchte eine Schule in Berkeley. Schon im jungen Alter fing Annen an, sich für Rapmusik zu interessieren. Nach einigen Monaten in der lokalen Szene konnte er sich als eigenständiger Rapper und Songschreiber etablieren. 1996 kehrte Shingo Annen nach Japan zurück, wo er bis heute mit Mr. Higo von Mary Joy Recordings zusammenarbeitet und Musik produziert.

## Merkmale
Typisch für Annens Musik sind oftmals gesellschaftskritische Texte oder Texte, welche sich auf die Schönheit des Lebens bzw. der Natur beziehen. Außerdem benutzt er in seinen Texten nie obszöne oder beleidigende Wörter, wodurch Shing02 oftmals „niveauvolle“ Texte nachgesagt werden. Seine Sounds werden stark von Reggae, Jazz und traditioneller japanischer Musik beeinflusst.

## Diskografie

### Alben
- 1999: Homo Caeruleus Cerinus
- 2002: 400
- 2003: Emushi no Susume / 絵夢詩ノススメ
- 2005: Prelude to One Dollar Store (mit DJ Drop Bill)
- 2008: Waikyoku
- 2009: Waikyoku gakushū / 歪曲楽集
- 2009: Surdos Sessions: Nike+ Training Run
- 2011: Ashes to Honey (Soundtrack)
- 2012: ASDR (mit Chimp Beams)
- 2013: 1200 Ways (mit DJ $hin)
- 2016: Zone of Zen (mit Cradle Orchestra)
- 2020: Triumphant (mit Jack the Rip)

### EPs
- 2003: Evolution of the MC
- 2008: Live From Tokyo
- 2011: Highly Lifted EP
- 2013: Jikaku (mit Kaigen)
- 2013: 1200 Ways EP (mit DJ $hin)
- 2015: Nihonkokukenpō / 日本国憲法

### Singles
- 1997: "Blank Paper / それでいこう" (mit 真鮮組 [Shinsengumi])
- 1998: "A Day Like Any Other" (mit El-P, Murs und Yeshua Da Poed)
- 1998: "Pearl Harbor" / "Japonica"
- 1998: "The Empire" / "Laid in Japan"
- 2000: "Gigabyte" / "Streets of Tokyo"
- 2000: Terabyte
- 2001: "My Nation" (mit Terracotta Troupe XGND)
- 2001: "400"
- 2002: "憂国" / "Yukoku"
- 2003: Number Thirteen Reprise / Waltz Song
- 2003: Sun in the Baycement / Follow Me (mit DJ Top Bill)
- 2004: "Y-Song"
- 2005: "2005"
- 2006: "Anoi"
- 2007: "Game" (mit Ghostface Killah und Napoleon)
- 2008: "Big City Lights"
- 2008: "Wankyoku" / "Katsubou"
- 2013: "The Revolution Will Not Be Televised 2012"  (mit Hunger)

### Gastauftritte
- 1996: The Grouch – "Car Troubles Pt. 2" aus Nothing Changes
- 2000: SupremeEx & Tajai – "Contact" aus Projecto: 2501
- 2001: Five Deez – "Sexual for Elizabeth" aus Koolmotor
- 2003: DJ Top Bill – "Farewell to a Friend" und "Avatar" aus Prelude to One Dollar Store
- 2001: Nujabes – "Luv(sic) Part 1"
- 2002: Nujabes – "Luv(sic) Part 2"
- 2003: Nujabes – "F.I.L.O." aus Metaphorical Music
- 2004: Nujabes – "Battlecry" aus Samurai Champloo Music Record: Departure
- 2005: Nujabes – "Luv(sic) Part 3" aus Modal Soul
- 2006: Pismo – "Velodrome" aus Within Transition
- 2007: Rebel Familia – "Ghost Town" aus Guns of Riddim
- 2007: Suburban – "Shiori" aus Suburban
- 2007: KK – "Lift the Fog Up" aus Light in a Fog
- 2007: Goodings Rina – "Daitoshi o Densha wa Yuku" aus Daitoshi o Densha wa Yuku
- 2007: Eccy – "Ultimate High" from Floating Like Incense
- 2008: Tokimonsta – "Start Again" aus Bedtime Lullabies
- 2008: The Heavymanners – "Taiyo" aus The Heavymanners
- 2009: Eccy – "Halo: Ten" aus Blood the Wave
- 2009: DJ Baku – "Goooooooooooal!!!!!!!" aus The 12 Japs
- 2009: Meiso – "Yomichi" aus Yoru no Touzoku
- 2009: Ken Ishii – "Over Driver" aus The Works + The Unreleased & Unexpected
- 2009: Lems – "Gala Dress" aus Ping Pong Box
- 2011: Candle – "Ragumi" aus Tsukimi Soushi
- 2011: Nujabes – "Luv(sic) Part 4"
- 2012: Tamurapan – "Demo Nai" aus Worldwide
- 2012: Chimp Beams – "Aquarium" aus Slowly
- 2012: Self Jupiter & Kenny Segal – "Outer Rings" aus The Kleenrz
- 2012: I-Dep – "Fuku" aus Da Base
- 2012: Kero One – "The Last Train" aus Color Theory
- 2012: Marcus D – "One People" aus Melancholy Hopeful
- 2012: Nujabes – "Luv(sic) Part 5"
- 2013: Haruka Nakamura – "Luv(sic) Part 2: Acoustica" aus Melodica
- 2013: DJ Baku – "Mixture" aus Japoneera
- 2013: Lex (de Kalhex) – "Fast Forward" and "Circulations" aus Full Cycle
- 2013: Nujabes – "Luv(sic) Part 6 / Grand Finale"
- 2014: Jizue – "Shinkuro" aus Shiori
- 2014: Gagle – "Ca La Mode" aus VG+

| Personendaten    | Personendaten                      |
| ---------------- | ---------------------------------- |
| NAME             | Shing02                            |
| ALTERNATIVNAMEN  | Annen, Shingo; Omega, Vector       |
| KURZBESCHREIBUNG | japanisch-US-amerikanischer Rapper |
| GEBURTSDATUM     | 18. Oktober 1975                   |
| GEBURTSORT       | Tokyo                              |